# Эбер, Жак-Рене
Жак-Рене Эбе́р (фр. Jacques-Réné Hébert; 15 ноября 1757, Алансон — 24 марта 1794, Париж) — французский журналист; деятель Великой французской революции, крайне левый среди якобинцев, «предводитель» эбертистов и защитник санкюлотов.

## Биография
Жак Рене Эбер родился 15 ноября 1757 года в Алансоне, городе на северо-западе Франции, происходил из семьи ювелира. Жак Рене был вторым из четырёх детей в семье.
Образованием мальчика занималась мать. Она решила, что ему следует поступить в колледж Алансона вместо того, чтобы податься в подмастерья к своему дяде, занимавшемуся, как и все в их семье, ювелирной торговлей. После окончания колледжа Эбер получил место клерка в офисе прокурора. Но вскоре против него было возбуждено уголовное дело за оскорбление некоего врача. Эбер его проиграл и в 1779 году был оштрафован на 1000 ливров. Эта сумма разорила семью. После этого он уехал из Алансона в Руан, откуда вскоре отправился в Париж. Там он вынужден был терпеть нищету и голод. В 1786 году получил небольшую должность билетёра в Театре Варьете. В конце концов Эбер обратился к одному знакомому врачу, который нашёл для него работу: отредактировать чью-то рукопись.
Эбер, талантливый памфлетист, стал одним из популярных деятелей Французской революции благодаря основанной им летом 1790 газете «Папаша Дюшен», в которой он освещал политические события популярным, нередко грубым языком.
В начале 1791 года Эбер стал членом Клуба Кордельеров (в июле 1792 года избирался председателем Клуба). Участвовал в восстании 10 августа 1792 года, будучи членом городского совета и комиссаром Парижской коммуны. В том же месяце вступил в Якобинский клуб. В декабре 1792 года Эбер был избран заместителем прокурора Парижской коммуны. Содействовал падению жирондистов, которые его арестовали 25 мая 1793 года, но под давлением народных масс вынуждены были освободить.

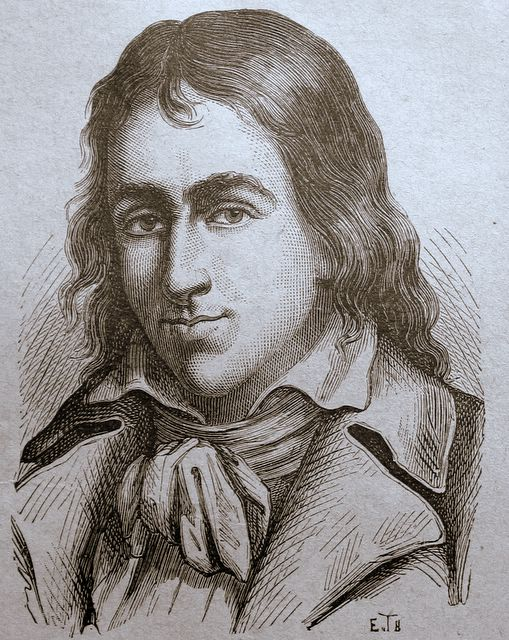
Жак-Рене Эбер в молодости

Эбер стоял во главе эбертистов, отстаивающих необходимость усиления революционного террора, требовавших отмены христианского богослужения и введения «культа Разума»; обвинял реформиста Дантона и Робеспьера в посягательстве на свободу. Последний обвинил эбертистов в нравственной распущенности, анархизме и предательстве родины и подал сигнал к их преследованию. 14 марта 1794 года правительство арестовало эбертистов. По сфабрикованному делу решением Революционного трибунала 24 марта 1794 года Эбер вместе с товарищами был гильотинирован.

## Газета, политические взгляды
В 1790 году Эбер наконец нашёл себя. Он опубликовал свой первый памфлет «Маленький гарем аббата Мори». Впоследствии стал выпускать газету «Папаша Дюшен», которая стала популярнее, чем газета Марата. 
Вначале он был умеренным монархистом. Он говорил о Людовике XVI как о представителе независимого государства, порвал с Лафайетом и был настроен предубежденно против священников, в особенности высших иерархов церкви. Но популярной газету Эбера сделал прежде всего его талант общения с санкюлотами на их собственном языке.
В январе 1791 года Эбер высказался против разделения общества на так называемых «активных» и «пассивных» граждан, изменив своё отношение как к королю, так и к Национальному собранию. К этому времени он эволюционировал от умеренного монархиста к демократическому республиканцу. К марту 1791 года он присоединился к Клубу кордельеров и после бегства Людовика в Варенн стал твёрдым республиканцем.
После событий на Марсовом поле он стал осторожен, однако резко раскритиковал высокий имущественный ценз, необходимый для выборов в Законодательное собрание, агитируя за «хороших депутатов», таких как Максимилиан Робеспьер.
В 1792 году Эберу было 35 лет, и он являлся единственным владельцем и издателем газеты «Пер Дюшен», игравшей заметную роль в мобилизации федератов (национальных гвардейцев департаментов Франции) и представителей секций на антимонархическую демонстрацию 20 июня 1792 года. В следующем месяце он был избран председателем Клуба кордельеров, принявшего радикальную политическую программу: устранение короля, замена агентов Людовика комиссией и осуществление некоторых мер для демократизации управления.

## Политическая деятельность
В 1790 году Эбер, как «пассивный гражданин», не смог вступить в Якобинский клуб. После восстания 10 августа 1792 года этот ярлык с него был формально снят (он фактически потерял значение к весне этого года), и Эбер и Шометт стали членами клуба. Во время суда над Людовиком Эбер вначале был против смертной казни, однако изменил позицию, аргументируя свою точку зрения тем, что народ, возглавляемый королями, не может быть свободным.
Когда Конвент проголосовал за казнь короля, Эбер вместе с Домиником Жозефом Гара, министром внутренних дел, и Пьером Мари Лебреном, жирондистским министром иностранных дел, отправился объявить королю о приговоре. Он описал поведение короля честно и с симпатией, отметив, что «король был твёрд и благочестив до последней минуты».
31 мая 1792 Собрание в Епископстве (не предусмотренный законом орган власти, состоявший из делегатов, представлявших тридцать три относительно радикальных секции) подняло восстание против жирондистов, Эбер выступил в его защиту, считая существование этого органа необходимым для обеспечения снабжения столицы. Комиссия двенадцати, созданная Конвентом по предложению Бертрана Барера с целью предотвращения назревавшего восстания, арестовала Эбера, подвергнув его семичасовому допросу и заключив в тюрьму.
Находясь в тюрьме, Эбер опубликовал 240-й номер «Папаши Дюшена», требуя наказания «предателей». Клуб кордельеров принял резолюцию об освобождении его силой. В Конвенте шли бурные дебаты. В результате Эбер был освобожден 28 мая 1793 года, а работа Комиссии двенадцати была временно приостановлена.
Успешное восстание против жирондистов, начавшееся 31 мая, подняло престиж Эбера на новые высоты. После свержения короля 10 августа 1792 года Парижская коммуна безуспешно пыталась организовать своего рода универсальную коммуну, которая бы объединила все департаменты. Теперь Эбер возродил этот план, вступив в переписку с 44 тысячами коммун Франции.
Лидеры монтаньяров, захватившие власть в результате восстания 31 мая и не собиравшиеся делить её с Парижской коммуной, относились ко всему этому с подозрением. Восстание федератов летом 1793 года положило конец планам Эбера, однако его выступление против Конвента не было забыто.
Эбер вёл не прекращавшуюся борьбу против своего заклятого врага Пьера Филиппо, депутата департамента Сарт. Спор между двумя соперниками был связан различными подходами к тому, как вести кампанию против монархической контрреволюции в Вандее. Сторонники Филиппо, презрительно именовавшиеся Эбером «филиппотистами», были членами группы дантонистов. Эбер всегда обвинял «филиппотистов» в том, что они скрываются за маской патриотизма. Он называл их «санкюлотами новой марки», которые пролагали свой путь в народные общества и секции для того, чтобы натравить одну группу патриотов на другую.
Эбер хотел стать министром внутренних дел. Выступил против Конвента и Больших комитетов из-за того, что они уступили этот пост другу Дантона Паре. Его деятельность стала опасной. Санкюлоты и кордельеры не могли не понимать этого. Все это в свою очередь осложняло позицию Эбера как глашатая санкюлотов. Его высказывание об Иисусе как лучшем санкюлоте противоречило политике закрытия церквей, в которых возносили молитвы тому же самому Иисусу. Вне зависимости от того, был ли Эбер деистом, как утверждают некоторые историки, или атеистом, на чём настаивают другие, его действия как чиновника Парижской коммуны были направлены на дехристианизацию. Пропасть, лежавшую между практикой дехристианизации и верой в Верховное Существо, нельзя было перейти. Это понимали Робеспьер и его сторонники в Комитете общественного спасения. Эбер должен был дорого заплатить за то, что выступал против неба и новой светской власти, которая говорила от имени неба.
В конце зимы последствия закона о всеобщем максимуме становятся серьёзными. Недостаток продуктов, плохое качество вина приводят к стычкам в очередях на порогах магазинов. Этот экономический кризис оказывает влияние на борьбу между революционными силами, каждая из которых предлагала своё решение проблемы.

## Поражение
В марте 1794 г., используя недовольство парижской бедноты недостатком продовольствия, вместе с некоторыми другими руководителями клуба кордельеров Эбер призывал народ к очередному вооружённому восстанию, «новому 31 мая». Убедившись, что генеральный совет Парижской коммуны к восстанию не готов, дал отбой и попытался оправдаться. Но это было бесполезно.
Ночью 13 марта 1794 года Максимилиан Робеспьер решил при помощи революционного трибунала расправиться со своими врагами «слева» (с Эбером и эбертистами). Они были арестованы. Через неделю состоялся судебный процесс. Наряду с традиционными для того времени политическими обвинениями в «заговоре против свободы французского народа и попытке свержения республиканского правительства» Эберу вменялась в вину заурядная кража рубашек и постельного белья. Он был приговорён к смертной казни на третий день суда. 24 марта 1794 решение суда было исполнено.

## Семья
Дочь Эбера родилась за год до казни родителей, была женой протестантского священника, умерла в 1830 году. Многие её дети умерли в детстве, а которые доросли до совершеннолетия, умерли бездетными. Таким образом, в настоящее время нет живых потомков Эбера.

## В культуре
Эбер стал персонажем романа Хилари Мэнтел «Сердце бури» (1992). Он появляется в ряде фильмов:
- «Австрийка» (1989);
- «Французская революция» (1989);
- «Сен-Жюст и сила обстоятельств» (1975).